# Lucas van Valckenborch

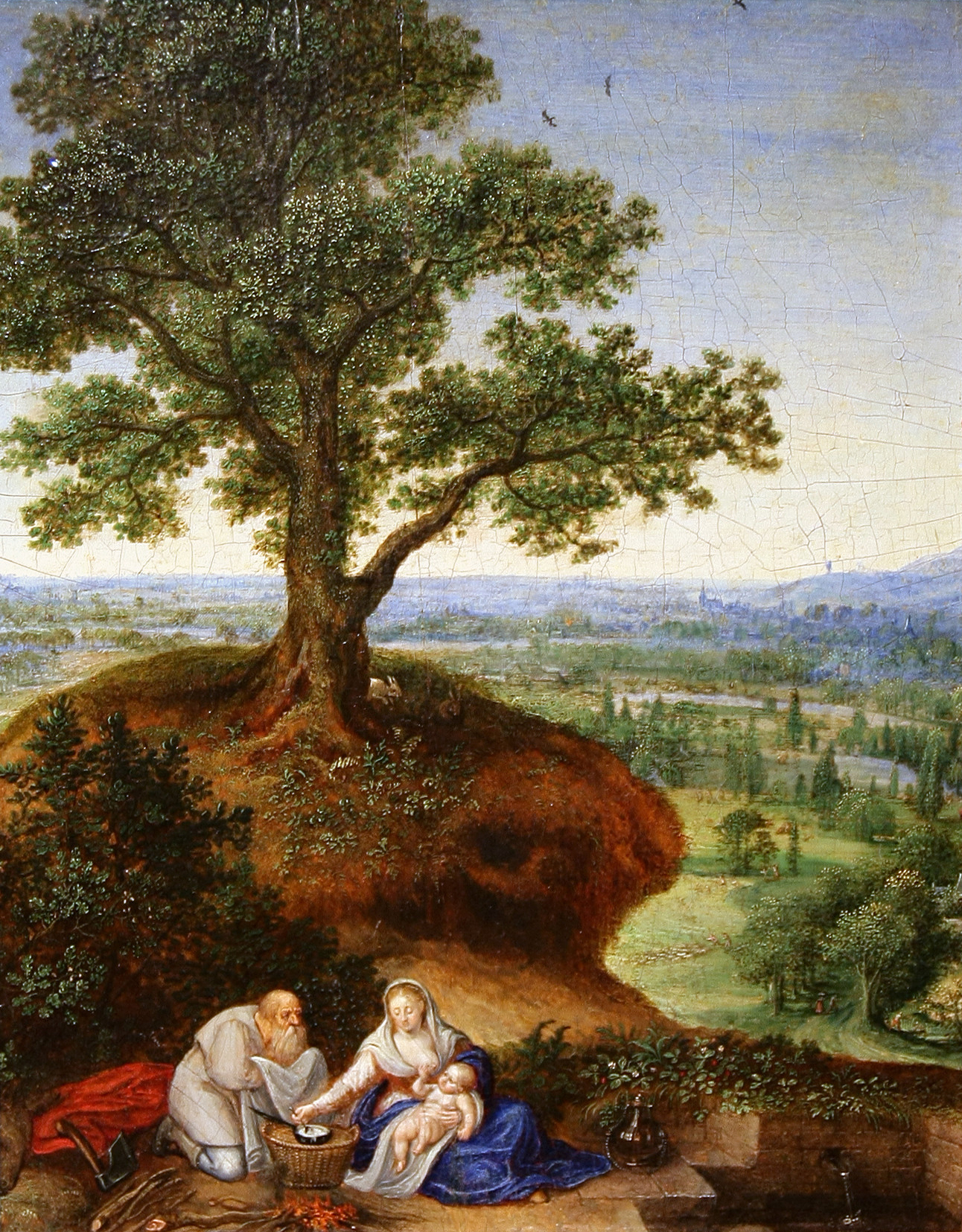
Paesaggio con il Riposo durante la fuga in Egitto, Castello Reale di Varsavia

Lucas van Valkenborch, o Valckenborch, o Valkenborgh (Lovanio, 1530 circa – Francoforte sul Meno, 1597), è stato un pittore fiammingo, appartenente alla scuola fiamminga.

## Biografia

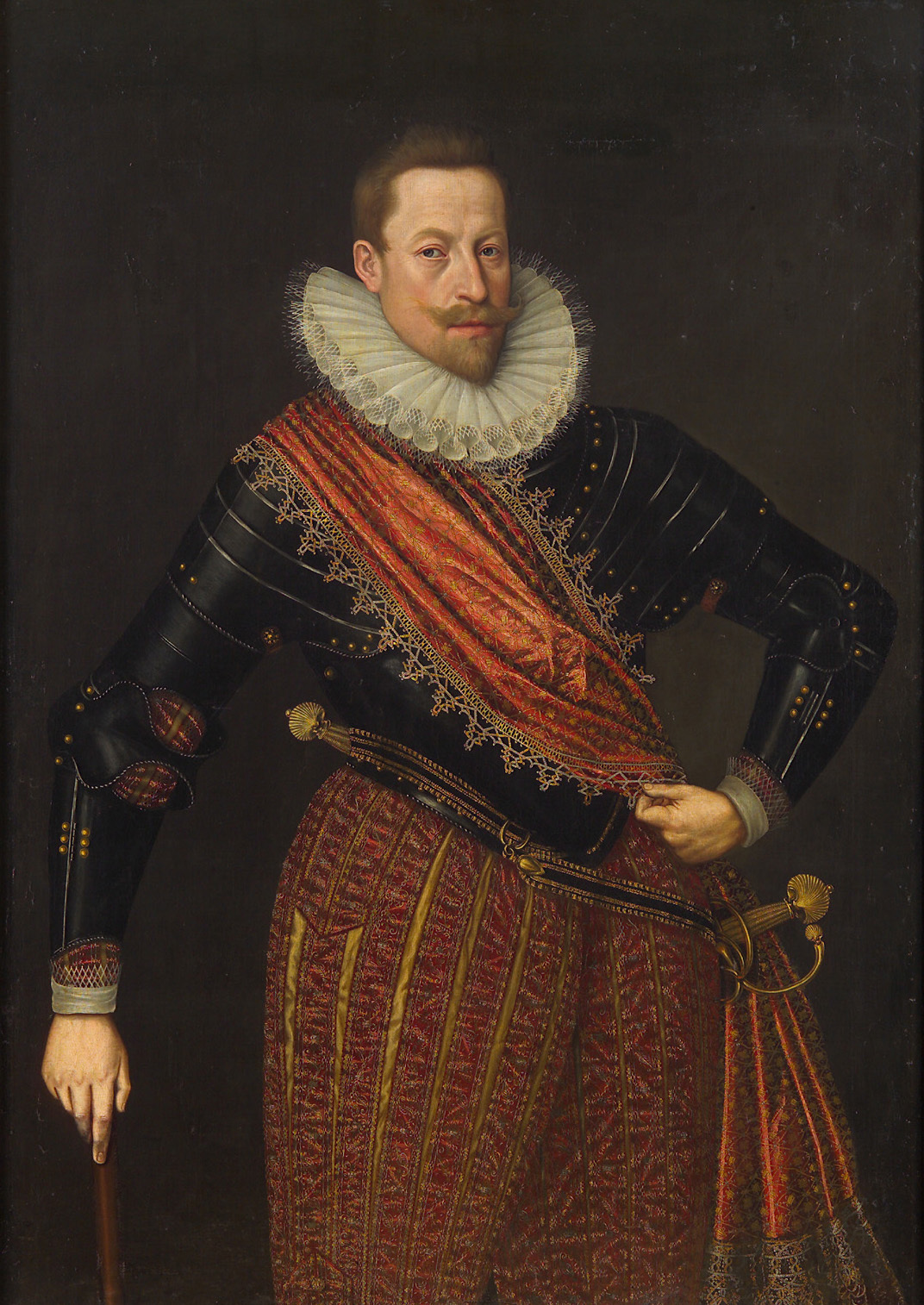
Mattia d'Austria ritratto da Lucas van Valckenborch

Secondo Karel van Mander imparò a dipingere paesaggi a Malines, che all'epoca era un centro famoso per la pittura, sia ad olio che ad acquerello.
Nel 1566, durante il periodo del Beeldenstorm, lasciò la cittadina insieme a Marten van Valckenborch intraprendendo un viaggio da Liegi ad Aquisgrana lungo la Mosa e dipingendo vedute della vallata del fiume. Quando Guglielmo il Taciturno si sollevò contro gli spagnoli i due tornarono nei Paesi Bassi, dove realizzarono molti piccoli dipinti che riuscirono a vendere bene. Lucas, capace di dipingere agevolmente sia paesaggi che figure umane, fu preso sotto la protezione di Mattia D'Asburgo con il quale viaggiò discendendo il Danubio fino a Linz, realizzando molte opere fino a che i Turchi invasero l'Ungheria.
Secondo quanto documentato dal Rijksbureau voor Kunsthistorische Documentatie (RKD) Valkenborch era cugino dei pittori Frederik e Gillis van Valckenborch e nipote dell'altro artista Marten van Valckenborch (anche se i due avevano un'età molto simile).
È conosciuto per i suoi paesaggi e per le nature morte, oltre che per i suoi studi architettonici. Diventò poi il maestro di Georg Flegel.

## Curiosità
Lucas van Valkenborch è citato dallo scrittore tedesco W.G. Sebald nel suo libro "Austerlitz" quando descrive il quadro "Veduta di Anversa con la Schelda gelata" (1590).

È citato anche dallo scrittore praghese Leo Perutz nel libro "Di notte sotto il ponte di pietra" come pittore preferito dall'imperatore Rodolfo II d'Asburgo, fratello di Mattia.